# Thorvald Ellegaard
Thorvald Ellegaard, all'anagrafe Thorvald Christiansen (Odense, 7 marzo 1877 – Charlottenlund, 27 aprile 1954), è stato un pistard danese.
Professionista dal 1898 al 1926, fu sei volte campione del mondo di velocità tra il 1901 e il 1911 e tre volte campione europeo di specialità. Ottenne in tutto 925 vittorie in 153 diversi velodromi, affermandosi come uno dei velocisti più popolari e vincenti di inizio XX secolo.

## Palmarès
- 1898

Campionati danesi, Velocità
Campionati danesi, Miglio
- 1899

Campionati danesi, Velocità
Gran Premio di Copenaghen
- 1901

Campionati del mondo, Velocità
Campionati danesi, Velocità
Gran Premio di Parigi
Gran Premio di Copenaghen
- 1902

Campionati del mondo, Velocità
Campionati europei, Velocità
Gran Premio di Copenaghen
- 1903

Campionati del mondo, Velocità
Campionati europei, Velocità
Grand Prix de Pâques (Parigi)
Grand Prix de l'UVF (Parigi)
Grand Prix de Buffalo (Parigi)
Gran Premio di Copenaghen
- 1904

Gran Premio di Copenaghen
- 1905

Gran Premio di Copenaghen
- 1906

Campionati del mondo, Velocità
Gran Premio di Copenaghen
- 1907

Grand Prix de l'UVF (Parigi)
Gran Premio di Copenaghen
- 1908

Campionati del mondo, Velocità
Campionati europei, Velocità
Grand Prix de Buffalo (Parigi)
- 1909

Grand Prix de Pâques (Parigi)
- 1910

Gran Premio di Copenaghen
- 1911

Campionati del mondo, Velocità
Gran Premio di Parigi
Gran Premio di Copenaghen
- 1912

Grand Prix de l'UVF (Parigi)
Grand Prix de Buffalo (Parigi)
- 1914

Gran Premio di Copenaghen

## Piazzamenti

### Competizioni mondiali
- Campionati del mondo

Berlino 1901 - Velocità: vincitore
Roma 1902 - Velocità: vincitore
Copenaghen 1903 - Velocità: vincitore
Londra 1904 - Velocità: 2º
Anversa 1905 - Velocità: 2º
Ginevra 1906 - Velocità: vincitore
Berlino 1908 - Velocità: vincitore
Bruxelles 1910 - Velocità: 2º
Roma 1911 - Velocità: vincitore
Lipsia 1913 - Velocità: 2º